# فضيحة جهاز الاستخبارات الوطنية التركي 2014
فضيحة جهاز الاستخبارات الوطنية التركي لعام 2014 (بالتركية: MİT tırları skandalı)‏ هي فضيحة سياسية عسكرية تتعلق بدور جهاز الاستخبارات الوطنية التركية في إمداد الجارة سوريا بالأسلحة خلال الحرب الأهلية السورية.
ظهرت الفضيحة في 1 يناير 2014، عندما اتصل مجهول بالنائب العام في أضنة وزعم أن عددًا من الشاحنات التي كانت في طريقها إلى سوريا تحمل أسلحة في كلا اليومين. ومع قيام قوات الدرك التركية بالتفتيش في 19 يناير، إلا أن محافظ أضنة حسين عوني كوش، الذي زعم أن الشاحنات تنتمي إلى جهاز الاستخبارات الوطنية، أنهى التفتيش عنها. تم طرد المدعي العام الذي أمر بالتفتيش، وكذلك العديد من جنود الدرك الذين أجروا العملية، من مناصبهم وخضع بعضهم للتحقيق القانوني. ادعت الحكومة، بقيادة رئيس الوزراء رجب طيب أردوغان، أولًا أن حمولة الشاحنات كانت «سرًا وطنيًا»، لكنها زعمت لاحقًا أن الشاحنات كانت تنقل المواد الغذائية والإمدادات الطبية إلى تركمان سوريا. زعم العديد من منتقدي الحكومة أن الشاحنات كانت في الواقع تزود الجماعات المتمردة التي تقاتل في الحرب الأهلية السورية بالأسلحة.
في 29 مايو 2015، نشرت صحيفة جمهوريت لقطات مصورة لعملية التفتيش بعنوان «ها هي الأسلحة التي رفضها أردوغان» (بالتركية: İşte Erdoğan'ın yok dediği silahlar)، وأكدت أن الشاحنات كانت في الواقع تحمل أسلحة. وواجهت الحكومة بعد ذلك دعوات للاستقالة بينما بدأ التحقيق في قضية صحيفة جمهوريت لنشرها اللقطات. تم تقديم شكوى قانونية ضد أردوغان من قبل عضو عضو حزب الشعب الجمهوري حسين أيغون، الذي اتهمه بالخيانة العظمى لتزويده أعداء الدولة التركية بالأسلحة. تم فرض حظر على لقطات الشاحنات، التي تبين أنها نقلت 1000 قذيفة هاون، و1000 قذيفة مدفعية، و50 ألف طلقة رشاش، و30 ألف رصاصة بندقية، إلى ما زُعم أنه تنظيم القاعدة وتنظيم الدولة الإسلامية (داعش) في سوريا ولكن وفقا لدراسة أكاديمية لاحقة تبين أن الأسلحة كانت موجهة إلى الجيش السوري الحر والمتمردين التركمان السوريين.
في 2 يونيو 2015، رفع رجب طيب أردوغان دعوى قضائية ضد جان دوندار، محرر صحيفة جمهوريت، وطلب حكمين مشددين بالسجن المؤبد بالإضافة إلى 42 عامًا من السجن. في 26 نوفمبر 2015، تم القبض على دوندار وممثل جمهوريت في أنقرة إرديم غول. وعقب 92 يومًا في السجن، تم الإفراج عن دوندار وغول في 26 فبراير 2016 بعد أن قررت المحكمة الدستورية التركية أن احتجازهما كان «حرمانًا لا داعي له من الحرية».
في 6 مايو 2016، حُكم على جان دوندار بالسجن لمدة خمس سنوات و10 أشهر بتهمة «تسريب معلومات سرية عن الدولة». فر دوندار بعد ذلك إلى ألمانيا في يونيو 2016 لتجنب السجن. وصدرت مذكرة توقيف بحقه في 31 أكتوبر 2016.
في عام 2019، حكم على 22 من أصل 54 مشتبهًا بهم متورطين في مصادرة الشحنات بالسجن لمدد تتراوح من عامين إلى 20 عامًا بسبب تصرفهم بناء على تعليمات منظمة جماعة كولن التي تعتبرها الحكومة التركية إرهابية، وكذلك لحصولهم على وثائق سرية للدولة وفضح أسرارها.
في 23 ديسمبر 2020 حكم على جان دوندار غيابيًا بالسجن 27 عاما وستة أشهر بتهمة التجسس ومساعدة منظمة إرهابية مسلحة (جماعة كولن).

## الأحداث

### 1 يناير: هاتاي
في 1 يناير 2014، أفاد جندي من الدرك التركي أن عدة شاحنات كانت تنقل أسلحة إلى سوريا. ردًا على ذلك، طلب المدعي العام في أضنة عزيز تاكجي من الشرطة إجراء تفتيش على الشاحنات. وعقب ضغط مزعوم من حاكم أضنة حسين عوني كوش، سجلت الشرطة رسميًا شحنة الشاحنات على أنها «مساعدات إنسانية»، مع عدم السماح للجنود بالحضور إلى مكان الحادث.

### 19 يناير: أضنة
وبتقديم بلاغ مماثل في 19 يناير، طلب الادعاء من قائد قوات الدرك في أضنة، العقيد أوزكان جوكاي، إجراء تفتيش للشاحنات في أضنة مرة أخرى بزعم أنها تحمل أسلحة إلى سوريا. كما هددت النيابة ببدء التحقيقات القانونية مع الجنود الذين خالفوا أوامر جوكاي. تم إيقاف الشاحنات وتفتيشها مع 125 من رجال الدرك، وسرعان ما أصبح الحاكم كوش على علم بالوضع ووصل إلى منطقة التفتيش. بعد حصوله على أمر الطوارئ لوقف التفتيش، ادعى كوش أن الشاحنات مملوكة لجهاز الاستخبارات الوطنية التركي. رفض جوكاي أيقاف التفتيش وطالب المخابرات بإرسال أمر لوقف التفتيش نفسه، مما تسبب في تصاعد التوترات بين الدرك وأفراد المخابرات وضباط الشرطة الآخرين الذين وصلوا في وقت لاحق.

## العواقب

### التحقيقات القانونية
أصدرت هيئة الإذاعة والتلفزيون الحكومية التركية رت أوك حظرًا على التقارير المكتوبة والمرئية فيما يتعلق بالوضع، على أساس أن التحقيقات القانونية قد بدأ بحثها. في يناير 2015، اتخذ المجلس الأعلى للقضاة والمدعين العامين قرارًا ببدء تحقيقات تأديبية مع خمسة مدعين عامين متورطين في إصدار الأمر بتفتيش الشاحنات، وإيقافهم من مناصبهم لمدة ثلاثة أشهر. كان من بين هؤلاء المدعي العام في أضنة وقت الفضيحة، سليمان باغريانيك، والنائب العام بالنيابة أحمد كاراجا. وكان المدعي العام عزيز تاكجي أيضًا من بين الذين خضعوا لتحقيق تأديبي، بعد أن أقيل في البداية من منصبه في 24 يناير 2014. في 8 مايو 2014، تم تقديم 13 جنديًا أوقفوا الشاحنات في أضنة للمحاكمة، ودعت النيابة إلى معاقبتهم بالسجن المؤبد. كما اعتقل 34 من جنود الدرك الذين شاركوا في تفتيش الشاحنات في أبريل 2015 للاشتباه في «التنصت غير القانوني، والتجسس، وانتهاك الخصوصية، وانحراف العدالة بناءً على المعتقدات الشخصية، وتزوير الوثائق الرسمية، وإنشاء منظمة إرهابية وقيادتها والانتماء إليها، ومحاولة عرقلة الحكومة التركية وإسقاطها». تم التعرف على المتصل المجهول الذي أبلغ المدعي العام في أضنة عن الشاحنات على أنه دركي في هاتاي، وقد تم اعتقاله في ديار بكر بتاريخ 26 فبراير 2015.
في ديسمبر 2020، حكمت المحكمة التركية على 27 شخصًا بالسجن لإيقاف الشاحنات.

### استجابة الحكومة
تعرضت التحقيقات القانونية مع الجنود والمدعين العامين المتورطين في إيقاف وتفتيش الشاحنات لانتقادات شديدة من قبل المعارضة، التي زعمت أن الحكومة كانت تحاول التستر على الحمولة الحقيقية للشاحنات. أثارت الحملة القانونية على الموظفين المتورطين أيضًا تساؤلات حول نزاهة القضاء، حيث ادعى الكثيرون أن هذه القضية أظهرت سيطرة الحكومة بشكل مباشر على القضاء.
ادعت الحكومة في البداية أن الشحنة في الشاحنات كانت «سرًا وطنيًا». وعقب فترة وجيزة، زعمت الحكومة أن الشاحنات كانت توفر الغذاء والمساعدات الطبية لتركمان سوريا، الذين تعرضوا لأزمة إنسانية نتيجة الحرب الأهلية السورية. اتهم رجب طيب أردوغان المدعي العام الذي أمر بالتفتيش بانتمائه إلى فتح الله كولن وجماعته، في حين زعم وزير الجمارك حياتي يازجي أن هناك بنادق مخصصة للأغراض الرياضية فقط في الشحنة. مع منع تفتيش الشاحنات في هاتاي، يُزعم أن الشرطة سجلت الشحنة على أنها «مساعدات إنسانية». ومع ذلك، زعم التركمان أنهم لم يتلقوا أي مساعدات إنسانية من تركيا. وزعم حزب الشعب الجمهوري المعارض أن الشاحنات كانت تحمل أسلحة واتهم الحكومة بالكذب. في 29 مايو 2015، اتضح أن مزاعم حزب الشعب الجمهوري صحيحة عندما تم تسريب لقطات من التفتيش تظهر الشاحنات كانت تحمل أسلحة داخل حمولتها.

## الدوافع الممكنة
اتهم منتقدو المعارضة ووسائل الإعلام الحكومة بتزويد الجماعات المتمردة بالأسلحة في سوريا، مع تحديد النقاد لتنظيم القاعدة وتنظيم الدولة الإسلامية (داعش) كمستفيدين محتملين. ومع ذلك، فمن الممكن أيضًا أن تكون جماعات المعارضة الأكثر اعتدالًا مثل الجيش السوري الحر من المتلقين للأسلحة. أشار النقاد الذين يتهمون حزب العدالة والتنمية بتوريد الأسلحة إلى القاعدة أو تنظيم الدولة الإسلامية إلى الجذور الإسلاموية لحزب العدالة والتنمية كدافع محتمل، فضلًا عن معارضة الحكومة القوية للرئيس السوري بشار الأسد. اتهم حزب الشعب الجمهوري المعارض، الذي زعم أن التفتيش في أضنة أثبت أن الشاحنات كانت تحمل أسلحة إلى سوريا، الحكومة بتمويل هذه المنظمات الإرهابية. كما زعم أيضًا أن الوثائق كشفت أن المتلقين الحقيقيين لشحنات الشاحنات هم في الواقع تنظيم القاعدة وتنظيم الدولة الإسلامية. وقد اُتهمت حكومة حزب العدالة والتنمية بدعم تنظيم الدولة الإسلامية ماليًا من قبل. 

## اكتشاف مايو 2015
في 29 مايو 2015، نشرت صحيفة جمهوريت مقطع فيديو تم تسجيله أثناء عمليات التفتيش التي أجريت في أضنة. أظهرت اللقطات أن الشاحنات كانت في الواقع تحمل أسلحة خُبأت بين المساعدات الإنسانية التي يبدو أنها وُضعت لإخفاء الأسلحة المنقولة. حدث هذا الاكتشاف قبل أكثر من أسبوع بقليل من الانتخابات العامة في يونيو 2015.

### ردود الفعل الداخلية
ردًا على ما تم الكشف عنه، واجهت الحكومة دعوات للاستقالة، فيما بدأ التحقيق في قضية جمهوريت بخصوص نشر اللقطات.  تم تقديم شكوى قانونية ضد أردوغان من قبل عضو عضو حزب الشعب الجمهوري حسين أيغون، الذي اتهمه بالخيانة العظمى لتزويده أعداء الدولة التركية بالأسلحة. بدأت التحقيقات مع الصحفي جان دوندار إثر كتابته مقالًا عن المقطع المصور. أصدر حزب إعادة التأسيس الاشتراكي بيانًا اتهم فيه أردوغان وداود أوغلو والوكيل السابق للوزارة هاكان فيدان بارتكاب جرائم حرب.

### ردود الفعل الدولية
- الأمم المتحدة – ردًا على الفضيحة، ذكر المتحدث باسم الأمم المتحدة ستيفان دوجاريك أن الأمم المتحدة تعارض بشدة إرسال أسلحة للمقاتلين في سوريا، بغض النظر عن الجانب الذي يمثلونه أو المجموعة التي ينتمون لها.[33]
- فرنسا – خلال مؤتمر نظم لمناقشة الرد الدولي على تنظيم الدولة الإسلامية، ذكر وزير الخارجية الفرنسي لوران فابيوس فيما يتعلق بالفضيحة أن إرسال أسلحة إلى التنظيم أمر غير وارد.[34]
- الولايات المتحدة – شدد نائب وزير الخارجية أنتوني بلينكن على حقيقة أن تركيا والعديد من البلدان الأخرى قد وافقت على التعاون من أجل محاربة تنظيم الدولة الإسلامية.[35]
- ألمانيا - انضم السفير الألماني إردمان إلى العملية ضد الصحفي كمراقب حتى تم حظر الجمهور. أعلن نوربرت روتغين، المتحدث من مجموعة الشؤون الخارجية الألمانية من البوندستاغ، أن وجود السفير يعد مظاهرة مشروعة مؤيدة دعمًا لحرية الصحافة في تركيا."[36]